# Saint-Jean-d'Heurs
Saint-Jean-d'Heurs är en kommun i departementet Puy-de-Dôme i regionen Auvergne-Rhône-Alpes i centrala Frankrike. Kommunen ligger i kantonen Lezoux som tillhör arrondissementet Thiers. År 2022 hade Saint-Jean-d'Heurs 698 invånare.

## Befolkningsutveckling
Antalet invånare i kommunen Saint-Jean-d'Heurs
| Referens: INSEE |